# Dieu porte-t-il des lunettes noires ?
Dieu porte-t-il des lunettes noires ? est un recueil de textes de l'écrivain Maurice G. Dantec, paru aux éditions Librio en 2003  (ISBN 978-2-290-33738-7). Il contient trois nouvelles de science-fiction et une partie d'un entretien avec Jérôme Schmidt, suivi d'une postface signée Richard Comballot. Le titre de ce recueil vient du titre de l'une des trois nouvelles qu'il renferme ; cette nouvelle, comme les deux autres et comme l'entretien, sont eux-mêmes extraits d'un autre ouvrage, Périphériques, paru la même année chez Flammarion  (ISBN 978-2-08-068397-7).

## Sujet
Si vous aviez le pouvoir d’éliminer Hitler, enfant dans son berceau, vous le feriez ?

Si on vous proposait de revivre la Bible, vous le feriez ?

Si vous étiez en sang dans votre voiture et que vous deviez raconter votre vie, vous le feriez ?
Très axés hard science et délires philosophiques, ces nouvelles abordent de manière originale des situations assez banales... dans un style assez chaotique, Dantec nous livre ici trois petites réflexions psychédéliques.

## Résumé
Frank Borland est décidément perplexe. Devant lui, sur la petite table de verre, le gros Ruger chargé et la paire de lunettes noires sont les seules traces tangibles laissées par le mystérieux Voyageur TransQuantique.
« Dans moins de temps qu’il n’en fallait pour finir cette cigarette, il empoignerait l’arme et placerait la paire de lunettes sur ses yeux. Il ferait presque aussitôt un bond dans l’espace-temps, cent deux années en arrière, jusqu’en 1890, à la frontière austro-allemande, à Brunau-sur-Inn pour être exact. Oui, bon sang, ce soir, dans une poignée de minutes, il se pencherait au-dessus du berceau (...). Oui, là, maintenant, dans quelques respirations, il tuerait Adolf Hitler ».
Ces trois nouvelles nous transportent dans un futur néo-urbain de drogues synthétiques et de technologies inquiétantes, avec une extraordinaire maîtrise du suspense. En fin de volume, un entretien inédit éclaire les sources d’inspiration et les thèmes de prédilection d’un écrivain pour qui « en littérature, comme dans la vie, tout, toujours, reste à faire ».
Maurice G. Dantec s’est rapidement imposé comme un auteur majeur de la littérature fantastique et de science-fiction, en signant notamment La Sirène rouge et Les Racines du mal, deux chefs-d’œuvre du genre.